# Paralacydes minorata
Paralacydes minorata là một loài bướm đêm thuộc phân họ Arctiinae, họ Erebidae.